# 宇都宮真由美
宇都宮 真由美（眞由美、うつのみや まゆみ、1949年（昭和24年）11月3日 - ）は、日本の政治家。元日本社会党衆議院議員（1期）。平成24年度日本弁護士連合会副会長。弁護士。

## 来歴

### 衆議院議員初当選以前
愛媛県内子町出身。1973年（昭和48年）に愛媛大学法文学部を卒業した。1980年（昭和55年）に司法試験に合格した。1983年（昭和58年）に弁護士登録をした。

### 衆議院議員時代
1990年（平成2年）の第39回衆議院議員総選挙で旧愛媛1区から日本社会党公認で立候補して初当選。1993年（平成5年）の第40回衆議院議員総選挙で落選した。

### 小選挙区比例代表並立制以降
1996年（平成8年）の第41回衆議院議員総選挙で民主党から比例四国ブロックに立候補するが落選。2000年（平成12年）の第42回衆議院議員総選挙で愛媛1区から民主党公認候補として出馬したが落選した。

### その後
2012年（平成24年）日本弁護士連合会副会長。2019年、旭日中綬章受章。

## 政策
- 選択的夫婦別姓制度導入に賛成。

## 選挙歴
| 当落 | 選挙                   | 執行日         | 年齢 | 選挙区    | 政党       | 得票数    | 得票率 | 定数 | 得票順位 /候補者数 | 政党内比例順位 /政党当選者数 |
| ---- | ---------------------- | -------------- | ---- | --------- | ---------- | --------- | ------ | ---- | ------------------ | ---------------------------- |
| 当   | 第39回衆議院議員総選挙 | 1990年02月18日 | 40   | 旧愛媛1区 | 日本社会党 | 6万5260票 | 21.45% | 3    | 3/7                | /                            |
| 落   | 第40回衆議院議員総選挙 | 1993年07月18日 | 43   | 旧愛媛1区 | 日本社会党 | 5万1793票 | 19.61% | 3    | 4/5                | /                            |
| 落   | 第41回衆議院議員総選挙 | 1996年10月20日 | 46   | 比例四国  | 民主党     |           |        | 7    | /                  | /                            |
| 落   | 第42回衆議院議員総選挙 | 2000年06月25日 | 50   | 愛媛1区   | 民主党     | 5万2046票 | 26.01% | 1    | 2/5                | /                            |